# 7091 Maryfields
7091 Maryfields è un asteroide della fascia principale. Scoperto nel 1992, presenta un'orbita caratterizzata da un semiasse maggiore pari a 2,3461048 au e da un'eccentricità di 0,1995906, inclinata di 24,08086° rispetto all'eclittica.